# Ткаченко, Инна Валерьевна
Инна Валерьевна Ткаченко (род. 18 марта 1968, Ленинград, РСФСР, СССР) — советская и российская журналистка и кинокритик.

## Биография
Училась на факультете журналистики Ленинградского государственного университета. После окончания в 1990 году работала корреспондентом и политическим обозревателем газеты «Смена». Публиковалась в различных изданиях, в том числе в журналах «Искусство кино», «Сеанс», «Кинопроизводство» а также в газете «Коммерсантъ-Daily».
Занимала должность корреспондента и заведующего отделом культуры издательского дома «Коммерсантъ» (петербургское отделение), содиректора кинопрограмм фестиваля «Лики любви» (в 1996 году) и ряда конкурсных и неконкурсных программ кинофестиваля «Кинотавр» в Сочи (в 1995—1996 годах). В 1996 году работала в дирекции кинопрограмм телеканала «ОРТ» (позднее «Первый канал»).

## Оценки творчества
Критик Михаил Трофименков в своей биографической статье об Инне Ткаченко в семитомном издании «Новейшая история отечественного кино. 1986—2000» написал: «Как критику Инне Ткаченко свойственно, с одной стороны, безоговорочное и безоценочное уважение — вне какой-либо общей культурной иерархии — к профессиональным „правилам игры“, к точному ремеслу режиссёра ли, актёра ли, оператора. С другой стороны — не лишённый сентиментальности романтизм, готовность покориться „красоте“ в проявлениях, близких, скорее, изобразительному и музыкальному, нежели кинематографическому, искусству».